# Erissus truncatifrons
Erissus truncatifrons är en spindelart som beskrevs av Simon 1895. Erissus truncatifrons ingår i släktet Erissus och familjen krabbspindlar. Inga underarter finns listade i Catalogue of Life.